# Most Legií
Most Legií – jeden z praskich mostów drogowych na Wełtawie, siódmego w dół rzeki. Most łączy Aleję Narodową (w XIX wieku nazywała się Nové aleje) przez Střelecký ostrov z Újezdem i Małą Straną.